# Doug Martsch
Doug Martsch (Twin Falls, 16 settembre 1969) è un musicista statunitense.
Nativo di Boise, Idaho, Martsch è conosciuto per la caratteristica voce e lo stile chitarristico della band Built to Spill.
Ha lavorato con Calvin Johnson, dei Beat Happening, nei The Halo Benders. La prima band di Martsch fu Farm Days, con Andy Capps e Brett Nelson nei primi anni ottanta. Il suo secondo progetto si chiamava Treepeople, con cui  incise 3 album e 2 EP.
Martsch è il leader dei Built to Spill dal 1992; con loro Martsch si è guadagnato un'ottima reputazione come chitarrista indie rock. Il suo stile miscela rock, pop, blues, e folk.  Le sue influenze includono J Mascis, Jimi Hendrix, Led Zeppelin, Caustic Resin, Mississippi Fred McDowell, David Bowie e Neil Young.
Nel 2002 è uscito il suo unico album da solista, “Now You Know”, acclamato dalla critica.
Martsch è vegetariano, è sposato con Karen Youtz, la sorella di un vecchio membro dei Built to Spill, Ralf Youtz.
Nel 2011 Martsch ha contribuito ad un album tributo ai The Smiths intitolato ”Please Please Please…” con una cover di “Reel Around the Fountain”.